# Skechers
Скечерс (енгл. Skechers USA, Inc.) америчка је компанија лајфстајл и перформанс обуће. Има седиште у Менхетн Бичу, Калифорнија. Бренд је успостављен 1992. године и данас је трећи највећи бренд атлетске обуће у САД.

## Историја
Скечерс је основао 1992. године Роберт Гринберг, који је до тада био у Ел-Еј гиру. Гринберг је одлучио да се фокусира на уобичајено тржиште обуће. Скечерсови први производи биле су чизме радног стила и скејт обућа. Компанија се од тада диверсификовала на производњу атлетске обуће и обичних патика за мушкарце, жене и децу, као и перформанс обуће.

## Производи и рекламирање
Компанија нуди две категорије обуће: лајфстајл дивизија која укључује скечерс мемори фоум, хуманитарну линију BOBS и рилаксд фит комфорт обућу, те перформанс дивизија која укључује скечерс го-ран и скечерс го-вок обућу. Преко лиценцираних уговора, компанија нуди брендиране торбе, сатове, наочале и додатну одећу.
Скечерс користи селебрети рекламирање, а промовисали су своје производе са следећим познатим личностима: Деми Ловато, Камила Кабело, Дејвид Ортиз, Тони Ромо, Хауи Лонг. Перформанс дивизију Скечерса представљао је Меб Кефлезиги, као и Мет Кушар, Брук Хендерсон и Весли Брајан. Године 2014, Скечерс је потписао рекламни уговор са Ринго Старом.
Дана 1. марта 2019. године, Скечерс је покренуо принтано и дигитално компаративно рекламирање — кампања насловљена „Just Blew It”; истакнут је Вилијамсонов инцидент с ривалском компанијом Најк.

## Фондација
Скечерс је основао Фондацију „Скечерс” 2010. године. Скечерс и Фондација „Френдшип” (Пријатељство) одржавају годишњу манифестацију шетње ради прикупљања новца за непрофитне организације које помажу студентским специјалним потребама да се повежу са својим пировима.

## Литигација
Године 2012, Скечерс је пристао на нагодбу да плати одштету од 40 милиона америчких долара након тужбе Федералне трговинске комисије САД која је подигнута јер је Скечерс погрешно информисао купце својим ’Shape-Ups’ рекламама.